# Naldo Naldi
Naldo Naldi (Firenze, 31 agosto 1439 – Firenze, 1513) è stato un umanista e poeta italiano.

## Biografia
Naldo Naldi nacque a Firenze, figlio di Jacopo di Giovanni Naldi, e di Fiammetta sua moglie, il 31 agosto 1439. Terzogenito di quattro fratelli, rimase orfano presto di entrambi i genitori e venne allevato grazie alle cure della fedele nutrice Sandra.
Ebbe modo di studiare e ricevere un'importante formazione umanistica, soprattutto sul versante della lingua latina, grazie alla guida di insegnanti del calibro di Alamanno Rinuccini che sul versante politico fu uno dei più fervidi sostenitori della repubblica fiorentina a scapito della criptosignoria medicea. Al 1451 risalgono i suoi primi componimenti poetici a tema amoroso e quindi l'inizio della composizione dell’Elegiae (completate in maniera definitiva solo nel 1474). A vent'anni, trovandosi in ristrettezze economiche, continuò a dedicarsi alla poesia componendo delle ecloghe di stampo virgiliano di cui dieci le dedicò alla figura di Lorenzo il Magnifico con cui dal 1463 era entrato in rapporti di collaborazione. Nel 1465 ebbe dei contatti con Niccolò Michelozzi e nel 1469 tornò a celebrare i Medici con una poesia d'encomio per la giostra vinta da Lorenzo a Firenze. Col Magnifico il Naldi ebbe un rapporto quasi quotidiano e particolarmente attento ai particolari, motivo per cui ne divenne quasi un biografo in tempo reale al punto da essere ricordato dallo stesso Angelo Poliziano, pure vicinissimo ai Medici, nel suo epigramma Dume celebrat Medicen Naldus, dum laudat amicam del 1474. Alla corte dei Medici incontrò Marsilio Ficino (come egli stesso riporta nelle sue Epistulae e nella sua Theologia Platonica) di cui divenne grande amico al punto che fu proprio il Naldi a comporre l'epigramma Cum deus etheris nunc mittere vellet ab oris per il frontespizio delle opere di Platone tradotte da Ficino nella prima edizione edita a Venezia. Tra le altre personalità che conobbe legandosi ai medici e per le quali collaborò vi furono Giovanni Nesi, Alessandro Braccesi, Braccio Martelli, Ugolino Verino, Bartolomeo Scala, Andrea Dazzi, Mabilio da Novate, Marullo Tracaniota e Bartolomeo Fonzio.
Nel 1474 Naldi compone anche la Volaterrais, un poema in quattro libri sulla conquista di Volterra nel 1472 ad opera di Federico da Montefeltro, all'epoca capitano militare per i fiorentini, al quale fece pervenire anche una copia dell'opera con una lettera accompagnatoria.
Nel 1475 tornò ad occuparsi dei Medici per celebrare la vittoria di Giuliano de' Medici nella Giostra di Piazza Santa Croce a Firenze (cantata anche dal Poliziano nelle sue Stanze) col componimento De ludicro hastatorum equitum certamine. 
Nemmeno il Magnifico riuscì a garantire al Naldi un impiego stabile alla propria corte ed è probabilmente dopo questa data che il poeta si trasferì in Francia, il 1 agosto 1476 lo ritroviamo a Forlì alla corte di Pino III Ordelaffi dove pure sperava di ottenere degli incarichi, ma il fallimento anche di questo progetto lo fece tornare a Firenze dal 1477 dove, grazie ad una lettera del Magnifico, ottenne l'incarico di esattore delle tasse a Figline, comunque poco remunerativo, al punto che già dall'anno successivo è lo stesso Naldi a scrivere nuovamente al Magnifico perché abbia la compiacenza di concedergli l'incarico di custode della rocca di Corzerana, proposta che però non andò in porto.
Nel 1478 partì dunque alla volta di Venezia dove aveva inoltrato diverse richieste a molte famiglie patrizie nella speranza di ottenere un incarico come tutore privato e venne pure ricevuto da Luigi Zeno, Francesco Tron, Pietro Priuli, Domenico Zorzi ed Ermolao Barbaro, ma senza successo. Nel 1480 fece ritorno a Firenze dove nel 1483 ottenne una cattedra come insegnante pubblico in città per le materie di grammatica e retorica, venendo nominato dall'anno successivo all'incarico di professore di poetica ed oratoria. Con questa sua posizione (che ricoprì per quasi un decennio), trascrisse e corresse alcuni codici destinati alla biblioteca del re Mattia Corvino d'Ungheria, il cui bibliotecario Taddeo Ugoleto era suo amico. Su pressione di quest'ultimo, tra il 1488 ed il 1490 diede alle stampe l’Epistola de laudibus Auustae Bibliothecae atque libri quattuor versibus scripti dedicata proprio a celebrare la biblioteca del re ungherese, ispirandosi al De politia litteraria di Angelo Camillo Decembrio.
Nel 1489 si trasferì nuovamente a Venezia ove rimase sino al 1497 quando fece nuovamente ritorno a Firenze, forse nella speranza di ottenere definitivamente una cattedra allo Studio Fiorentino. L'ultima sua composizione risale al 1513 e si trattò di una celebrazione in versi dell'elezione di Giovanni de' Medici al soglio pontificio col nome di Leone X. Morì probabilmente in quell'anno nella capitale toscana.

## LeElegiae
Dedicate a Lorenzo il Magnifico, le Elegiae sono considerate l'opera di maggior rilievo di Naldo Naldi. Iniziate in bozza in giovanissima età, vennero portate a compimento tra il 1471 ed il 1474 per un totale di tre libri di diverso argomento. 
Il primo libro è incentrato sul suo amore giovanile per la donna che egli chiama Alba (potrebbe trattarsi di Marietta Della Torre o Albiera degli Albizzi, quest'ultima morta proprio nel 1473).73). 
Il secondo libro contiene dei versi celebrativi rivolti all'arcivescovo di Firenze, Ludovico Scarampi ed a suo fratello Niccolò. 
L'ultimo libro è interamente dedicato alla famiglia Medici con celebrazione di Cosimo il Vecchio, Giovanni di Bicci, Giuliano e Lorenzo de' Medici.